# Naturschutzgebiet Lippeaue von Wethmar bis Lünen
Das Naturschutzgebiet Lippeaue von Wethmar (Ortsteil von Lünen) bis Lünen liegt auf dem Gebiet der Stadt Lünen im Kreis Unna in Nordrhein-Westfalen.

## Gebietsbeschreibung
Das etwa 105,5 ha große Gebiet wurde im Jahr 2007 unter der Schlüsselnummer UN-054 unter Naturschutz gestellt. Es erstreckt sich östlich der Kernstadt Lünen entlang der Lippe. Westlich und nordwestlich verläuft die B 54, südöstlich verlaufen die Landesstraßen L 654 und L 736 und der Datteln-Hamm-Kanal. Westlich erstreckt sich das 217 ha große Naturschutzgebiet Lippeaue von Lünen bis Schleuse Horst.
In der überwiegend landwirtschaftlich genutzten Lippeaue bei Beckinghausen befindet sich ein Auenwaldbereich mit Lippe-Seitengraben. Die Lippe ist hier durch das Wehr Beckinghausen aufgestaut. Im Bereich des nördlich angrenzenden Auenwaldbereiches ist ein naturnaher Fischaufstieg in Bau. Nordwestlich davon bis zum Lippeseitengraben ist noch ein recht strukutur- und altholzreicher, von Hybrid-Pappeln durchsetzter Weiden-Auenwald vorhanden. Ein von Hybrid-Pappeln begleiteter Weg grenzt diesen Auenwaldbereich von einer westlich angrenzenden 5 ha großen Ackerfläche.

## Schutzziele und Maßnahmen
Erhaltung und Optimierung des biologischen Zustandes der Lippe und der angrenzenden Auenlebensräume, insbesondere Erhaltung von Auenwaldrelikten und Entwicklung von Auenwald durch Sukzession mit ihrer typischen Fauna und Flora unter Aufgabe der forstwirtschaftlichen und landwirtschaftlichen Nutzung. Erhalt und Optimierung eines Lippeauenbereichs mit naturnaher Weichholzaue Lebensraum u. a. für gefährdete Wasser- und Singvogelarten. Erhalt und Optimierung eines Lippe-Auenbereichs mit wertvollen Altwässern und ausgedehnten Feuchtbrachen. Erhaltung und Optimierung einer typischen, strukturreichen Tieflandflussaue einschließlich eines typischen Tieflandbachlaufes und des umgebenden Grünland-Gehölz-Komplexes mit mehreren Lippeschleifen, Altwässern, gefährdeten Pflanzengesellschaften und zahlreichen  Rote Liste Arten.